# Robert Merger
 (août 2021).
Robert Merger, né le 31 janvier 1903 à Chaumont et mort le 12 mars 1986 à Paris, est un obstétricien et professeur agrégé de la Faculté de Médecine de Paris.

## Début de carrière
À l'âge de 18 ans, Robert Merger déménage à Paris pour entamer ses études de médecine. Il fut externe à la maternité Saint-Antoine dirigée par le professeur Edmond Levy-Solal, qui lui apporta les premiers rudiments d'obstétrique. Son internat se partagea entre la chirurgie et l'obstétrique.
En 1932, il présente une thèse sur le chorio-épithéliome malin.
Refusé par le professeur Alexandre Couvelaire à la maternité Baudelocque de Port-Royal, il est admis à la Clinique Tarnier. Il y met au point dans les années 30 avec le professeur Cyrille Jeannin une technique de césarienne segmentaire avec exclusion de la grande cavité péritonéale, du segment inférieur, réduisant ainsi la lourde mortalité des césariennes tardives, de l'ère préantibiotique.
Ses travaux ont contribué à développer une nouvelle spécialité chirurgicale, la gynécologie-obstétrique. C'est surtout aux prolapsus génitaux qu'il consacre des travaux de première importance. Il est nommé de Chef de service à l'hôpital de Créteil.

## Évolution de carrière
En 1944, le professeur Pierre Lantuejoul accède à la Chaire de la clinique Tarnier et nomme Robert Merger Assistant. Parallèlement il obtient une licence de droit en 1945.
En 1949, il devient professeur agrégé d'obstétrique et fut nommé Chef de service du Centre Foch, à Suresnes, et en fait un des plus modernes de France.
En 1957, il rédige le livre Précis d'Obstétrique en collaboration avec ses deux élèves Jean Lévy et Jean Melchior. L'ouvrage connut un succès considérable et fut une référence pour les étudiants francophones. Il fera l'objet de 33 rééditions, refontes et retirages jusqu'en 2011.
En 1957, il est nommé à la Chaire obstétricale de la clinique Tarnier, succédant au Professeur Jacques Varangot. Il devient la même année Professeur de la Clinique obstétricale à la Faculté de Paris.
En 1960, la clinique Tarnier ne répond plus aux exigences des nouvelles conceptions d'hospitalisations et a fermé définitivement ses portes. Il désira alors transporter au Centre Foch la chaire qui venait de lui être attribuée. Pour la première fois, une chaire de faculté allait occuper un établissement privé.
En 1964, il regagne l'Assistance publique à la maternité de Saint-Antoine où il passera les dix dernières années de sa carrière.
Il fut Président de l'Ordre des médecins du département de la Seine, puis de la Ville de Paris de 1965 au 1er juin 1973, date de sa démission. Il a également présidé le Conseil national de l'Ordre des sages-femmes.
En 1968, il est référent scientifique du film documentaire Un enfant va naitre, réalisé par Eric Duvivier.
Robert Merger est élu membre de l'Académie Nationale de Médecine le 29 juin 1971. Il devient membre de son conseil d'administration en 1984.
En 1974, Robert Merger prend sa retraite hospitalo-universitaire. Licencié en droit, il prit une part importante, sous la direction de Robert Debré, à l'élaboration de la loi Veil sur l'interruption volontaire de la grossesse.

## Famille
Le père de Robert Merger était médecin et sa mère était issue d'une famille de terriens. Il est le père de cinq enfants dont Hermance Merger, avocate à la Cour. 

## Distinctions
Robert Merger a reçu le titre de Commandeur de la Légion d'Honneur.